# Metar
Metar (en hebreu, מיתר) és un consell local situat en la part més septentrional del Nègueb que forma part del districte del Sud d'Israel. Metar es troba a 15 km al nord-est de Beerxeba, a la carretera Beerxeba-Hebron. Immediatament al nord, a dos quilòmetres, hi ha la frontera amb Palestina.
El poble fou fundat el 1980, i les primeres cases van ser construïdes el 1984. La majoria d'edificacions són cases unifamiliars i el nivell sociocultural dels habitants és dels més alts del país. Metar, com Lehavim i Ómer, funciona com a ciutat satèl·lit de Beerxeba.
Al voltant de la ciutat hi ha plantats alguns boscos que es compten entre els més extensos d'Israel, com ara el bosc de Lahav i el de Yatir.